# 朱拠
朱 拠（しゅ きょ）は、中国三国時代の呉の武将・政治家。字は子範。揚州呉郡呉県（現在の江蘇省蘇州市）の出身。『三国志』呉志に伝がある。
呉に仕えた朱桓の一族で、朱異の従父にあたる。妻は孫権の娘の孫魯育。朱熊・朱損・朱皇后（孫休の皇后）の父で、朱宣の祖父。

## 経歴

### 呉の名臣
風采がよく、体力に優れ、議論にもまた長けていた。黄武初年に五官郎中となり、侍御史に任命された。当時、選曹尚書の曁艶という人物が人事において大いに幅を利かせていたが、朱拠は天下が定まっていない以上、有能な人物であるのならば多少の欠点にも目をつぶるべきではないかという意見をした。曁艶はこの意見を取り入れず、のちに人望を失い失脚し自害に追い込まれた。
孫権は当時の軍の指揮官の不甲斐なさを嘆き、昔の呂蒙や張温らのことを懐かしく思うようになったが、朱拠を文武の才に秀でた人物と見い出し、呂蒙の後を継ぐ人材として期待。建業校尉とし湖熟に駐屯させた。
黄龍元年（229年）、武昌から建業に都を戻したとき、朱拠は朱公主（孫魯育）と結婚し、左将軍に任命され、雲陽侯に封じられた。朱公主との間に一人娘を儲けている。
朱拠は贅沢はせずに質素を好み、奢ることも無く、財産や恩賞を好んで振舞った。人物眼にも優れた才能を発揮し、孟仁など多くの有能な人物を孫権に推挙したが、黄龍2年（230年）に魏から偽の投降をしてきた隠蕃の正体を見抜くことができず、廷尉の郝普と共にその人物を賞賛していたため、事態の発覚の後、しばらく遠ざけられたこともある（「胡綜伝」）。
呂壱が幅を利かせていた時代、部下が大銭を横領したという疑いをかけられ、朱拠自身も呂壱の讒言を信じた孫権により、無実の罪で嫌疑をかけられて数ヶ月も拘禁されたことがある。このときは後に無実だと判明し、赦免された。後に潘濬などの働きにより、呂壱は誅殺された（「潘濬伝」）。

### 二宮事件
赤烏9年（246年）、驃騎将軍に昇進した。赤烏12年（249年）には丞相代行として祭祀を執り行った（「呉主伝」）。
これ以前、皇太子であった孫登が早世したことを契機とし、皇太子の孫和と魯王孫覇の間で後継者争いが起こっていたが（いわゆる二宮事件）、その末に孫和が幽閉されたことを知ると、諸将・吏を引き連れ、自分の顔に泥を塗り、縄で自身の身体を縛ってまで抗議した。しかし、孫権は聞き入れず、逆に怒って朱拠を百叩きの刑に処したうえ、新都郡の丞に左遷して中央から遠ざけた（「孫和伝」）。
嘗て孫覇派の中書令であった孫弘は、孫弘は孫権が危篤である機会を利用し、詔書を捏造して追手を派遣し、朱拠に任地に赴く途中で自殺を命じ、朱拠は自殺した。57歳であった。
なお小説『三国志演義』には記述が無い。

## 子孫
子の朱熊・朱損は、孫亮の時代に兵を預かる身分となったが、朱損は孫峻の妹と結婚したため、孫峻や後継の孫綝の側近となった。孫亮は孫綝と対立し、全公主（孫魯班）の讒言により、孫峻の悪行を阻止しなかったことを理由に兄弟は一緒に処刑された。孫休の時代となった永安年間には、朱熊の子の朱宣が祖父の功労を認められ、雲陽侯とされ、公主を妻に与えられた。孫晧の時代に朱宣は驃騎将軍にまで出世した。
赤烏年間の末、娘の朱氏が孫休の妃となった。孫休の即位後に皇后に立てられた。しかし孫晧に疎まれ、甘露元年（265年）に逼殺された。

## 評価
陳寿は「朱拠と吾粲は、困難な時勢の中、正義を守るために身を滅ぼした。悲しいことである」と評している。